# Horoskop śmierci
Horoskop śmierci (Zodiaque) – francuski serial kryminalny opierający się głównie na horoskopie. W rolach głównych wystąpili Claire Keim i Francis Huster.
W Polsce emitowany w TVP1 od 6 stycznia 2005 do 10 marca 2005 w czwartki o 20:30.
Serial w 2006 doczekał się kontynuacji - Horoskop śmierci 2.

## Obsada
- Claire Keim - Esther Delaítre
- Francis Huster - Antoine Keller
- Michel Duchaussoy - Gabriel Saint-André
- Yannis Baraban - Mathias Rousseau
- Aurore Clément - Grass Delaírte
- Jean Pierre-Bouvier - Pierre Saint-André
- Jacques Spiesser - Étienne Lefort
- Anne Jacquemin - Juliette Lefort
- Tom Novembre - Gildas de Chabannes
- Sylvie Ferro - sędzia Irène de Chabannes
- Kerian Mayan - Quentin Saint-André
- Francis Renaud - Félix Vogel
- Anne Caillon - Marion Saint-André
- Jenny Clève - stara Vicoire
- Stèphan Guérin-Tillié - Jérôme Saint-André
- Yves Michel - Marc Fontana
- Valeria Cavalli - Elisabeth Saint-André
- Pierre Deny - Maxime Saint-André
- Carmela Ramos - Lucinda
- Rèmi Konstantinow - Alexander Lefort
- Patrick Bosso - Kapitan Spagnolo
- Marine Chapuis - Barbara Saint-André

oraz inni.

## Fabuła
Gabriel Saint-André, południowofrancuski magnat finansowy dostaje anonim. Treść sugeruje coś o jego nieślubnej córce, Esther Delaítre. Wobec tego Gabriel, korzystając z okazji swych 70-urodzin decyduje się uznać córkę, o której to dotychczas wiedział jedynie jego osobisty adwokat i zięć, Étien. Esther, która na stałe mieszka w Bostonie, najpierw odwiedza matkę Grace, a potem jedzie na urodziny ojca. W czasie, gdy przychodzi, oddala się do basenu. Widzi w nim tonącego chłopczyka, wnuka Gabriela, Quentina. Ratuje go. W związku z zamieszaniem rodzina Saint-André nie poznaje sekretu o Esther. Zaginęła wnuczka Gabriela, Barbara, której zwłoki znajduje policja na grobie Nostradamusa, dołączona jest do niej przepowiednia Nostradamusa i wisiorek w kształcie Zodiaku. Śledztwo prowadzi komisarz Keller i Kapitan Spagnolo. Zodiakową ofiarą staje się również Marion, matka Quentina. Wówczas Esther porywa Felix Vogle, biologiczny ojciec Quentina. Twierdzi, że wie, kim jest Zodiak (tak Keller nazywa mordercę). Jednak ginie w czasie policyjnej obławy, gdyż próbował strzelać do policjantów. Podejrzany jest również Mathias Rousseau, wychowanek fundacji SAINT-ANDRÉ. Esther i Keller mają jeszcze jedno podejrzenie: Gildas de Chabannes, przedstawiciel rodu skłóconego z Saint-André. W czasie, gdy Esther włamuje się do jego domu, Gildas popełnia samobójstwo. Esther wykrada mu jednak listy adresowane do jakiegoś Francois, że nie ma wieści od Gabriela. Gdy Esther pokazuje mu te listy, Gabriel umiera na zawał. W czasie śmierci uświadamia sobie, że Grace (matka Esther) o wszystkim wiedziała. Wtedy ujawnia się straszna prawda: 
Najstarszy syn Gabriela, Pierre, nie jest jego naturalnym synem, a tegoż właśnie Francois, o której Esther nie wiedziała, była narzeczoną Gabriela, zaś Francois - zmarłej żony Gabriela. Gdy Gabriel zakochał się w Rose Marie, Gabriel zabił Francois, który był bratem Victoire, matki Grace. Kiedy Grass zaszła w ciążę z Gabrielem, Victoire, tak się ucieszyła, że więziła Grace pod kluczem. Cieszyła się, że została wymieszana krew Delaítre i Saint-André. Urodziła się Esther, zdrowa. Po paru minutach urodził się chłopczyk, który nie oddychał. Victoire nie umiała mu pomóc. 
Esther decyduje się adoptować Quentina. Gdy jedzie po Grace, by jej jego przedstawić, okazuje się, że chłopczyk został porwany. Esther jedzie do portu w Marsylii i tam wchodzi na pokład jachtu ESTHER. Znajduje w nim Quentina. Na ścianach jest pełno jej zdjęć. Do kajuty wchodzi... Mathias Rousseau. Mówi, że jest jej bratem bliźniakiem i Zodiakiem. Mówi, że wychowała go Victoire, a po 13 latach oddała do fundacji SAINT-ANDRÉ, gdzie miał romans z Juliette Lefort. Jego sensem życia jest zemsta na Saint-André i życie z Esther, gdyż tak jest zapisane w gwiazdach. Porywa Esther i Quentina i jedzie obrabować bank Saint-André. Tam zaczyna się pościg policji. Przy jachcie dochodzi do strzelaniny między Mathiasem i Kellerem. Oboje są ranni, jednak żyją. Mathiasa przechwyca policja. Esther oświadcza się Kellerowi. Victoire umiera. Grace dostaje znaczną część spadku po Gabrielu.